# Bulverde
Bulverde é uma cidade localizada no estado norte-americano do Texas, no Condado de Comal.

## Demografia
Segundo o censo norte-americano de 2000, a sua população era de 3761 habitantes. 
Em 2006, foi estimada uma população de 4608, um aumento de 847 (22.5%).

## Geografia
De acordo com o United States Census Bureau tem uma área de 
19,7 km², dos quais 19,7 km² cobertos por terra e 0,0 km² cobertos por água. Bulverde localiza-se a aproximadamente 333 m acima do nível do mar.

## Localidades na vizinhança
O diagrama seguinte representa as localidades num raio de 20 km ao redor de Bulverde. 